# Une bagarre à la viande
Pour plus de détails, voir Fiche technique et Distribution.
Une bagarre à la viande (One Meat Brawl) est un cartoon, réalisé par Robert McKimson et sorti en 1947, qui met en scène Porky Pig.

## Fiche technique
- Titre : Une bagarre à la viande
- Titre original : One Meat Brawl
- Réalisation : Robert McKimson
- Scénario : Warren Foster
- Musique : Carl W. Stalling
- Montage : Treg Brown
- Production : Edward Selzer
- Société de production : Warner Bros. Cartoon Studios
- Société de distribution : Warner Bros. (États-Unis)
- Pays :  États-Unis
- Genre : Animation et comédie
- Durée : 7 minutes
- Dates de sortie : 
  -  États-Unis : 18 janvier 1947

## Voix françaises

### Premier doublage (années 1970)
- Marc François : Porky Pig

### Redoublage (2000)
- Michel Mella : Porky Pig
- ??? : Mandrake